# Castell d'Artesa
Castell d'Artesa és un castell del municipi d'Artesa de Segre declarat bé cultural d'interès nacional.

## Descripció
És conegut pel "Castellot", resten bases de murs amb un monument religiós modern sobre seu.
El fort de Sant Jordi ocupava el lloc del vell castell, tot i que no se'n sap res de segur i actualment el pujol fa de peanya a una representació escultòtica del Sagrat Cor.
Segons sembla hi havia tres torres que foren tirades a terra per fortificar la vila el 1837.

## Història
Castell termenat. Documentat entre 1018 i 1026.
Els comtes Ermengol II d'Urgell i Berenguer Ramon I de Barcelona establiren un conveni en el primer quart del segle xi en el que es parlava del castell d'Artesam. El mateix segle el castell fou pres per Arnau Mir de Tost. El 1131 el tenia Guerau II de Cabrera. Els Cabrera continuaren amb la possessió d'Artesa durant una sèrie d'anys, i apareix al testament de Guerau de Cabrera el 1205.